# Cyril Mandel (architekt)
Cyril Mandel (19. května 1929, Trnava – 10. října 2011, Praha) byl hlavní projektant a vedoucí projekční skupiny sportovních staveb v Pražském projektovém ústavě.

## Život
Ing. Cyril Mandel se narodil 19. května 1929 v Trnavě, kde působil jeho otec gymnaziální profesor a akademický malíř Jiří Mandel. Po částečném uvolnění politických poměrů mu bylo umožněno dálkové studium na Stavební fakultě Vysoké školy železniční (1955–1961). Po celý svůj život působil v Pražském projektovém ústavě. Byl mladším kolegou architekta Vladimíra Syrovátky, který po srpnu 1968 emigroval do Kanady. V sedmdesátých a osmdesátých letech minulého století působil jako hlavní projektant a vedoucí projekční skupiny sportovních staveb v Pražském projektovém ústavě. Mezi jeho nejbližší spolupracovníky patřili Ing. Tomáš Havránek a Milan Vopička. Hlavním projektantem ocelových konstrukcí byl Ing. Alois Sehnal (VŽKG Ostrava). Při umělecké výzdobě sportovních areálů spolupracoval např. se sochaři Zdeňkem Němečkem,Vladimírem Janouškem a Jiřím Novákem. Od r. 1990 byl členem Obce architektů.
Byl dlouholetým (1964–1982) technickým vedoucím ligového družstva mužů košíkové Sparta Praha ČKD a místopředsedou oddílu košíkové. V letech 1965–1967 pořádal a organizoval tzv. Letenský pohár, jehož pravidelným účastníkem byl i univerzitní výběr hráčů z USA. Na tomto turnaji v jednotlivých letech hráli i pozdější nejslavnější hráči NBA, konkrétně Bill Bradley, Bill Cunningham, David Thompson a Tommy Burleson.

## Dílo
Uměleckým východiskem jeho realizací byl bruselský styl a brutalismus (přiznání ocelové konstrukce doplněné o pohledový beton, sklo a vysoce pálené cihly). Na rozdíl od některých staveb ve stylu brutalismu se však snažil o citlivé zakomponování stavby do přírodního reliéfu (např. hlavni tribuna fotbalového stadionu Dukly Praha na Julisce) a o přizpůsobení objemu a výšky objektu okolní zástavbě (např. stadion Sparty Praha na Letné). Proto často využíval zahloubení základní hrací plochy hřiště pod úroveň terénu (např. plocha fotbalového hřiště Sparty Praha záměrně zahloubena o 2,9 m). Byl autorem a spoluautorem následujících sportovních areálů: TJ Sparta Praha ČKD v Praze 7 na Letné (společně s V. Syrovátkou, dokončeno 1969), VTJ Dukla Praha v Praze 6 na Julisce (1975), TJ Slavia Praha IPS v Praze 10 Vršovících (přípravná studie 1967/68 společně s V. Syrovátkou, realizována I. a II. etapa, nerealizována III. etapa, tj. fotbalový stadion), Tenisový areál TJ Sparta ČKD Praha v Praze 7 ve Stromovce (1979) a TJ Vodní stavby v Praze 10 Hostivaři (1981). Dále uskutečnil rekonstrukci a přístavbu haly Sparty pro sálové sporty v Praze 7 (1990), která byla původním dílem architektů A. Bořkovce a V. Ježka (z r. 1962). Mezi nerealizované architektonické návrhy patří především Sportovní hala pro kopanou a cyklistiku v Praze 3 Zásobní zahradě (návrh dokončen v r. 1982) a fotbalový stadion TJ Slavia Praha IPS.
Po roce 1990 v řadě případů došlo k necitlivému uživatelskému narušení původních architektonických koncepcí bez souhlasu autora (nástavba na objekt restaurace a šaten v tenisovém areálu ve Stromovce, krytá běžecká dráha uzavírající volný prostor pod střechou tribuny na Julisce, změna barevnosti fotbalového stadionu Sparty Praha a odstranění, resp. zničení abstraktní plastiky V. Janouška a J. Nováka na přehlídkové tribuně při nepovolené rekonstrukci).

## Ocenění
Cena Národního výboru hlavního města Prahy v r. 1982 za vyprojektování a realizaci sportovních areálů
Hlavní cena Československé vědecko-technické společnosti za období 1973–1976 v kategorii občanských neprůmyslových staveb za nejlepší ocelovou konstrukci - Zimní stadión Slavia Praha (společně s Aloisem Sehnalem)